# Y2K (hudební producent)
Ari David Starace (* 27. července 1994), profesně známý jako Y2K, je americký hudební producent a skladatel známý především díky hitu „Lalala“ s kanadským rapperem bbno$, který Y2K sám produkoval. Produkoval také skladby pro další významné umělce, především Doja Cat, Lil Nas X a Yung Gravy.

## Diskografie

### Singly
- "Lalala" (2019)
- "Go Dumb" (2020)
- "Oh No" (2020)
- "Damage Is Done" (2020)
- "Wawawa" (2020)
- "Dirt" (2020)

### Produkce
| Rok  | Umělec                                                                   | Album/EP                                             | Název                                       |
| ---- | ------------------------------------------------------------------------ | ---------------------------------------------------- | ------------------------------------------- |
| 2016 | Pollari                                                                  | Yacht Club                                           | How U Feel                                  |
| 2016 | lil aaron                                                                | GLOING PAIN$                                         | NIGHTRIDER                                  |
| 2016 | lil aaron                                                                | GLOING PAIN$                                         | SRONGER                                     |
| 2016 | lil aaron                                                                | GLOING PAIN$                                         | 4 MORE DRINKS / PINK FENTY SLIDES           |
| 2016 | lil aaron                                                                | GLOING PAIN$                                         | NOBODY                                      |
| 2016 | lil aaron                                                                | GLOING PAIN$                                         | DRUGS                                       |
| 2016 | lil aaron                                                                | GLOING PAIN$                                         | GO 2 HELL                                   |
| 2016 | lil aaron                                                                | GLOING PAIN$                                         | GLOING PAIN$                                |
| 2017 | Polyphia                                                                 | The Most Hated                                       | Loud                                        |
| 2017 | Polyphia                                                                 | The Most Hated                                       | Icronic                                     |
| 2017 | Polyphia                                                                 | The Most Hated                                       | Goose                                       |
| 2017 | Polyphia                                                                 | The Most Hated                                       | 40Oz                                        |
| 2017 | Polyphia                                                                 | The Most Hated                                       | Crosty                                      |
| 2017 | Polyphia                                                                 | The Most Hated                                       | The Worst                                   |
| 2017 | lil aaron                                                                | Non-album singles                                    | HOT TOPIC                                   |
| 2017 | lil aaron                                                                | Non-album singles                                    | TOP 8                                       |
| 2017 | lil aaron                                                                | Non-album singles                                    | LIT                                         |
| 2017 | blackbear                                                                | do re mi X                                           | do re mi (Y2K Remix)                        |
| 2017 | Aaron Cartier                                                            | Aaron Cariter Best Rapper Last Album... Maybe HaHa!! | Options                                     |
| 2017 | Aaron Cartier                                                            | Aaron Cariter Best Rapper Last Album... Maybe HaHa!! | 350Z                                        |
| 2017 | Aaron Cartier                                                            | Aaron Cariter Best Rapper Last Album... Maybe HaHa!! | Louis Kicks                                 |
| 2017 | Smrtdeath                                                                | Non-album singles                                    | Porcelain                                   |
| 2017 | Yo Gotti                                                                 | Non-album singles                                    | Rake It Up (Y2K Remix)                      |
| 2017 | Ro Ransom                                                                | Momentum                                             | See Me Fall (Y2K Remix)                     |
| 2017 | Smrtdeath & lil aaron                                                    | Non-album singles                                    | Smrtdeath & lil aaron                       |
| 2017 | josh pan                                                                 | Non-album singles                                    | Selfish                                     |
| 2018 | Lewis Grant                                                              | Make Me Scared Again (Deluxe Edition)                | Bad Batch Pt. 2                             |
| 2018 | Lewis Grant                                                              | Make Me Scared Again (Deluxe Edition)                | Daniel                                      |
| 2018 | Myouçeej                                                                 | Non-album single                                     | Swum creeks                                 |
| 2018 | KILLY                                                                    | KILLSTREAK                                           | HELLRAISER                                  |
| 2018 | KILLY                                                                    | Surrender Your Soul                                  | Doomsday                                    |
| 2018 | KILLY                                                                    | Surrender Your Soul                                  | Pray for Me                                 |
| 2018 | KILLY                                                                    | Surrender Your Soul                                  | No Sad No Bad                               |
| 2018 | Smrtdeath                                                                | Non-album singles                                    | Caught Up                                   |
| 2018 | Nessly                                                                   | Non-album singles                                    | WHOHASIT (Y2K Remix)                        |
| 2018 | lil aaron                                                                | ROCK$TAR FAMOUS                                      | QUIT                                        |
| 2018 | lil aaron                                                                | Non-album single                                     | STUDDED GUCCI BELT                          |
| 2018 | Polyphia                                                                 | New Levels New Devils                                | G.O.A.T                                     |
| 2018 | Polyphia                                                                 | New Levels New Devils                                | O.D                                         |
| 2018 | Polyphia                                                                 | New Levels New Devils                                | Nasty                                       |
| 2018 | Polyphia                                                                 | New Levels New Devils                                | Yas                                         |
| 2018 | Polyphia                                                                 | New Levels New Devils                                | Bad                                         |
| 2018 | Polyphia                                                                 | New Levels New Devils                                | Death Note                                  |
| 2018 | Yung Bans                                                                | Yung Bans                                            | Waterslide                                  |
| 2018 | Yung Bans                                                                | Yung Bans, Vol. 5                                    | Ridin                                       |
| 2018 | Yung Bans                                                                | Head in the Clouds                                   | Red Rubies                                  |
| 2018 | 88rising, Rich Brian, Yung Bans, Young Pinch, Higher Brothers a Don Krez | Head in the Clouds                                   | Red Rubies                                  |
| 2018 | Khary                                                                    | Non-album singles                                    | DEAD                                        |
| 2018 | bbno$                                                                    | Non-album singles                                    | money conversation                          |
| 2018 | bbno$                                                                    | recess                                               | thankful                                    |
| 2019 | bbno$                                                                    | recess                                               | stucco                                      |
| 2019 | bbno$                                                                    | Dream Eater                                          | Lalala                                      |
| 2019 | bbno$                                                                    | i don't care at all                                  | pouch                                       |
| 2019 | bbno$                                                                    | i don't care at all                                  | slop                                        |
| 2019 | bbno$                                                                    | i don't care at all                                  | I DON'T CARE AT ALL CAUSE I GOT MONEY!!!!!! |
| 2019 | bbno$                                                                    | i don't care at all                                  | bad thoughts                                |
| 2019 | bbno$                                                                    | i don't care at all                                  | pop song                                    |
| 2019 | bbno$                                                                    | i don't care at all                                  | it gon'last                                 |
| 2019 | bbno$                                                                    | i don't care at all                                  | gone                                        |
| 2019 | Lil Mayo & bbno$                                                         | i don't care at all                                  | jimmy neutron                               |
| 2019 | Lewis Grant & bbno$                                                      | i don't care at all                                  | on god                                      |
| 2019 | Yung Gravy & Lil Mayo                                                    | Sensational                                          | E.T                                         |
| 2019 | Yung Gravy, Pouya, Ramirez & TrippythaKid                                | Sensational                                          | The Boys Are Back in Town                   |
| 2019 | Yung Gravy                                                               | Sensational                                          | Charlene                                    |
| 2019 | Yung Gravy                                                               | Sea Shanties for Thots                               | Tampa Bay Bustdown                          |
| 2019 | Yung Gravy                                                               | Baby Gravy 2                                         | shining on my ex                            |
| 2019 | bbno$ & Yung Gravy                                                       | Baby Gravy 2                                         | shining on my ex                            |
| 2019 | iann dior                                                                | Industry Plant                                       | Lately                                      |
| 2020 | Leyla Blue                                                               | Non-album single                                     | Peppa Pig                                   |
| 2020 | Yung Gravy                                                               | Baby Gravy 2                                         | Welcome to Chilis                           |
| 2020 | Yung Gravy & bbno$                                                       | Baby Gravy 2                                         | Myrtle Beach Summer 1974                    |
| 2020 | Yung Gravy & bbno$                                                       | Baby Gravy 2                                         | Bandsville                                  |
| 2021 | Doja Cat                                                                 | Planet Her                                           | Payday ft. Young Thug                       |
| 2021 | Doja Cat                                                                 | Planet Her                                           | Get Into It (Yuh)                           |
| 2021 | Doja Cat                                                                 | Planet Her                                           | I Don't Do Drugs ft. Ariana Grande          |
| 2021 | Doja Cat                                                                 | Planet Her                                           | Options ft. JID                             |
| 2021 | Doja Cat                                                                 | Planet Her                                           | Why Why ft. Gunna                           |
| 2022 | Polyphia                                                                 | Remember That You Will Die                           | Playing God                                 |
| 2022 | Polyphia                                                                 | Remember That You Will Die                           | Reverie                                     |
| 2022 | Polyphia                                                                 | Remember That You Will Die                           | ABC (feat. Sophia Black)                    |
| 2022 | Polyphia                                                                 | Remember That You Will Die                           | Chimera (feat. Lil West)                    |
| 2023 | Doja Cat                                                                 | Scarlet                                              | Attention                                   |